# フェリックス・クロフ

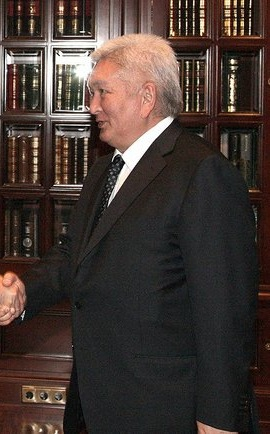
フェリックス・クロフ（2010年）

フェリックス・クロフ（1948年10月29日 - ）は、キルギスタンの政治家、シロヴィキ。フルンゼ市（現ビシュケク市）出身。ロシア系の多い北部では、人気が非常に高い。元首相。尊厳（アル＝ナムィス）党党首。

## ソ連時代
- 1966年-1967年 - フルンゼ市内務局独立自動車化作戦連隊作戦小隊の民警官。
- 1967年-1971年 - 内務省オムスク高等学校の聴講生。
- 1971年-1975年 - キルギス・ソビエト社会主義共和国内務省刑事捜索局の麻薬対策課、A課の捜査官。
- 1975年-1978年 - 内務省アカデミーの聴講生。
- 1978年-1980年 - 共和国内務省刑事捜索局の課長。
- 1980年-1984年 - タラス州執行委員会内務局副局長。
- 1984年-1987年 - タラス州執行委員会内務局長。
- 1987年-1991年 - 共和国内務第一次官。
- 1990年 - フルンゼ市警備司令官。
- 1990年-1991年 - キルギス共和国大統領会議のメンバー。

1990年12月11日、キルギス共和国最高会議議長に立候補したが敗北。1991年7月1日、キルギス共和国内務相に任命され、8月のクーデターを迎える。

## 8月クーデター時
1991年8月19日朝、アスカル・アカエフ大統領は、メデトカン・シェリムクロフ最高会議議長、ジュマベク・アサンクロフKGB議長、クロフ内務相等、共和国の全指導者を緊急召集した。状況が不透明で、アカエフは共産党員が90％を構成する最高会議で選出されていたため、非常に狼狽していた。
シェリムクロフ最高会議議長やアサンクロフKGB議長は、事態を静観するか、国家非常事態委員会を支持することを主張した。ここで、クロフ内務相が発言し、国家非常事態委員会の行動が違憲であり、僭称者を支持することはできないと表明した。彼の立場は、決定的となった。当時、キルギス内務省は、人数に関してKGB機関及び軍部隊に優勢だった。
会議後直後、中央アジア軍管区司令官フジェンコ大将は、クロフに電話を掛け、軍法会議で脅しつつ、国家非常事態委員会の命令を遂行するように要求した。これに対して、クロフは、共和国内の全ての重要施設、政府庁舎を警備下に置き、軍の動きを牽制した。

## キルギス共和国時代
- -1992年2月7日 - 内務相。
- 1992年2月-1993年12月 - 副大統領。
- 1993年12-1997年4月 - チュイ州行政府長官。
- 1997年4月-1998年4月 - 国家保安相。
- 1998年4月-7月 - ビシュケク市長代行。

1999年7月、尊厳（アル＝ナムィス）党を創設。
2000年3月、犯罪教唆、偽造、職権濫用等の嫌疑で逮捕された。8月、無罪判決を言い渡されたが、数ヵ月後、判決は取り消された。2001年1月、財産没収と中将の階級剥奪を付加する自由剥奪7年の判決が言い渡された。2002年11月、更に財産没収と主刑服役後3年間の公務従事権の剥奪を付加する自由剥奪10年が言い渡された。
2004年3月24日、チューリップ革命の群集により釈放された。革命後、全武力官庁の調整官に指名されたが、全権を返上した。
2005年5月から、キルギス共和国第一副首相代行。6月20日から、選挙キャンペーンのため全権を一時返上した。大統領選挙でのクルマンベク・バキエフの勝利後、7月12日、再び第一副首相代行に任命。8月に首相代行に任命され、9月1日、ジョゴルク・ケネシ (キルギス議会) において首相に任命された。
2006年12月19日、クロフ内閣は、新憲法の採択と関連して総辞職し、2007年1月まで首相代行を務めた。
2007年2月、野党「キルギスタンの尊厳ある未来のための統一戦線」の党首となる。
2008年5月、バキエフ大統領により設置された中小エネルギー産業発展プロジェクト局の局長となる。

## パーソナル
ソ連内務省オムスク高等学校（1971年）、ソ連内務省アカデミー（1978年）を卒業。
名誉記章勲章、「国境警備における優秀さに対する」メダルを受賞。
2006年8月にウイグル人女性と再婚。前妻のバヤリエヴァ・ナイリャは、2000年、2人の娘を連れてアメリカに亡命。弟のディアス・クロフは、アフガニスタン勤務経験のあるKGBの退役中佐である。